# Bergtierpark Blindham
Koordinaten: 47° 55′ 51″ N, 11° 48′ 36″ O
Der Bergtierpark Blindham (Eigenschreibweise BergTierPark) ist ein privat geführter Zoo in Blindham, einem Ortsteil von Aying im äußersten Südosten des Landkreises München.
Der 2004 eröffnete Tierpark liegt auf dem Gelände eines ehemaligen Bauernhofes und beherbergt insgesamt rund 25 verschiedene Haus- und Wildtierarten. Neben in Europa einheimischen werden auch einige eingeschleppte Arten (z. B. Streifenhörnchen, Nutria, Waschbär) sowie seltene Haustierrassen gezeigt. Die Tiere sind zumeist in großen, der natürlichen Umgebung angepassten Gehegen untergebracht, die auf einem etwa 2,2 km langen Rundweg erkundet werden können.